# Wallace MacDonald
Wallace Archibald MacDonald (Mulgrave, 5 maggio 1891 – Santa Barbara, 30 ottobre 1978) è stato un attore e produttore cinematografico canadese.

## Filmografia parziale

### Attore
- Are All Men Alike?, regia di Phil Rosen (1920)
- I predatori (The Spoilers), regia di Lambert Hillyer (1923)

### Produttore
- The Shadow (1937)
- A Man's World (1942)
- Flame of Stamboul (1951)